# Nguyễn Nhạc
 (octobre 2018).
Si vous disposez d'ouvrages ou d'articles de référence ou si vous connaissez des sites web de qualité traitant du thème abordé ici, merci de compléter l'article en donnant les références utiles à sa vérifiabilité et en les liant à la section « Notes et références ».
Empereur Thái Đức (1743-1793), né sous le nom Nguyễn Nhạc, est le premier empereur du Đại Việt (ancêtre du Viêt Nam) de la dynastie Tây Sơn. Il règne de 1778 à 1793. 
Avant de mener la révolte populaire, aux côtés de ses deux frères, Nguyễn Nhạc exerçait le métier prospère de marchand de noix de bétel.